# Noemí Llauradó i Sans
Noemí Llauradó i Sans (Reus, 4 de juny de 1978) és una advocada i política catalana, vicealcaldessa de Reus i presidenta de la Diputació de Tarragona.
Llicenciada en Dret per la Universitat Rovira i Virgili. Màster en Advocacia per la Universitat Oberta de Catalunya. Especialista universitària en Tècniques d'Administració i Gestió de Personal per la Universitat Oberta de Catalunya. Advocada no exercent de l'Il·lustre Col·legi d'Advocats de Reus. Funcionària del Cos de Tècnics Superiors de l'Administració de la Generalitat de Catalunya. Cap de la Secció de Secretaria dels Serveis Territorials de Benestar Social i Família a Tarragona. També ha treballat de tècnica superior a la Comissió d'Assistència Jurídica Gratuïta i al Centre de Mediació Familiar dels Serveis Territorials de Justícia a Tarragona i als Serveis Tècnics de l'Ajuntament de Riudoms.
És sòcia del Centre de Lectura i del Reus Deportiu i membre de l'Assemblea Nacional Catalana. Milita a Esquerra Republicana de Catalunya des del 2003 i actualment n'és membre de l'executiva nacional.
A les eleccions al Parlament de Catalunya de 2017 fou escollida diputada amb la llista d'Esquerra Republicana de Catalunya-Catalunya Sí, càrrec que deixà al juliol de 2019 en ser elegida presidenta de la Diputació de Tarragona.
És vicealcaldessa de Reus i presidenta de la Diputació de Tarragona.